# Казалбутано ед Унити
Казалбутано ед Унити (итал. Casalbuttano ed Uniti) је насеље у Италији у округу Кремона, региону Ломбардија.
Према процени из 2011. у насељу је живело 3650 становника. Насеље се налази на надморској висини од 64 м.

## Становништво
| 1931. | 1936. | 1951. | 1961. | 1971. | 1981. | 1991. | 2001. | 2011. |
| ----- | ----- | ----- | ----- | ----- | ----- | ----- | ----- | ----- |
| 6.410 | 6.212 | 6.550 | 5.639 | 4.793 | 4.359 | 4.213 | 4.093 | 4.103 |